# NGC 4199
NGC 4199 este o galaxie situată în constelația Ursa Mare. A fost descoperită în 17 aprilie 1789 de către William Herschel.